# シングル・フィクス駅
シングル・フィクス駅 (Syngrou Fix station, Συγγρού-Φιξ) は、アテネ地下鉄2号線とアテネ・トラム4号線、5号線の乗換駅である。トラム駅は、フィクス駅 (Fix) として知られている。地下鉄駅は、ダフニ駅までの延長に伴い、2000年11月16日に開業し、トラム駅は、2004年7月19日に開業した。

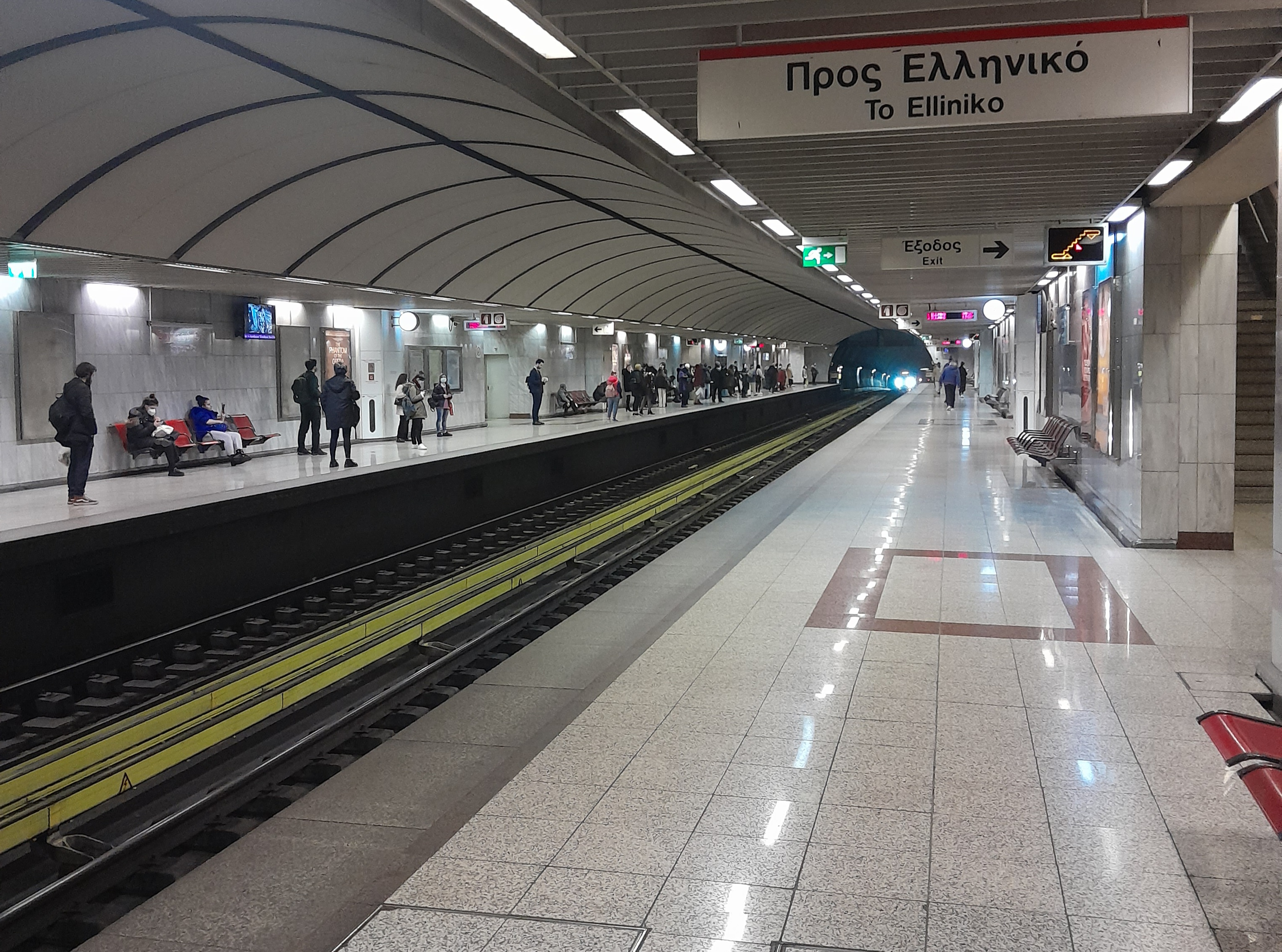
地下鉄2号線のホーム
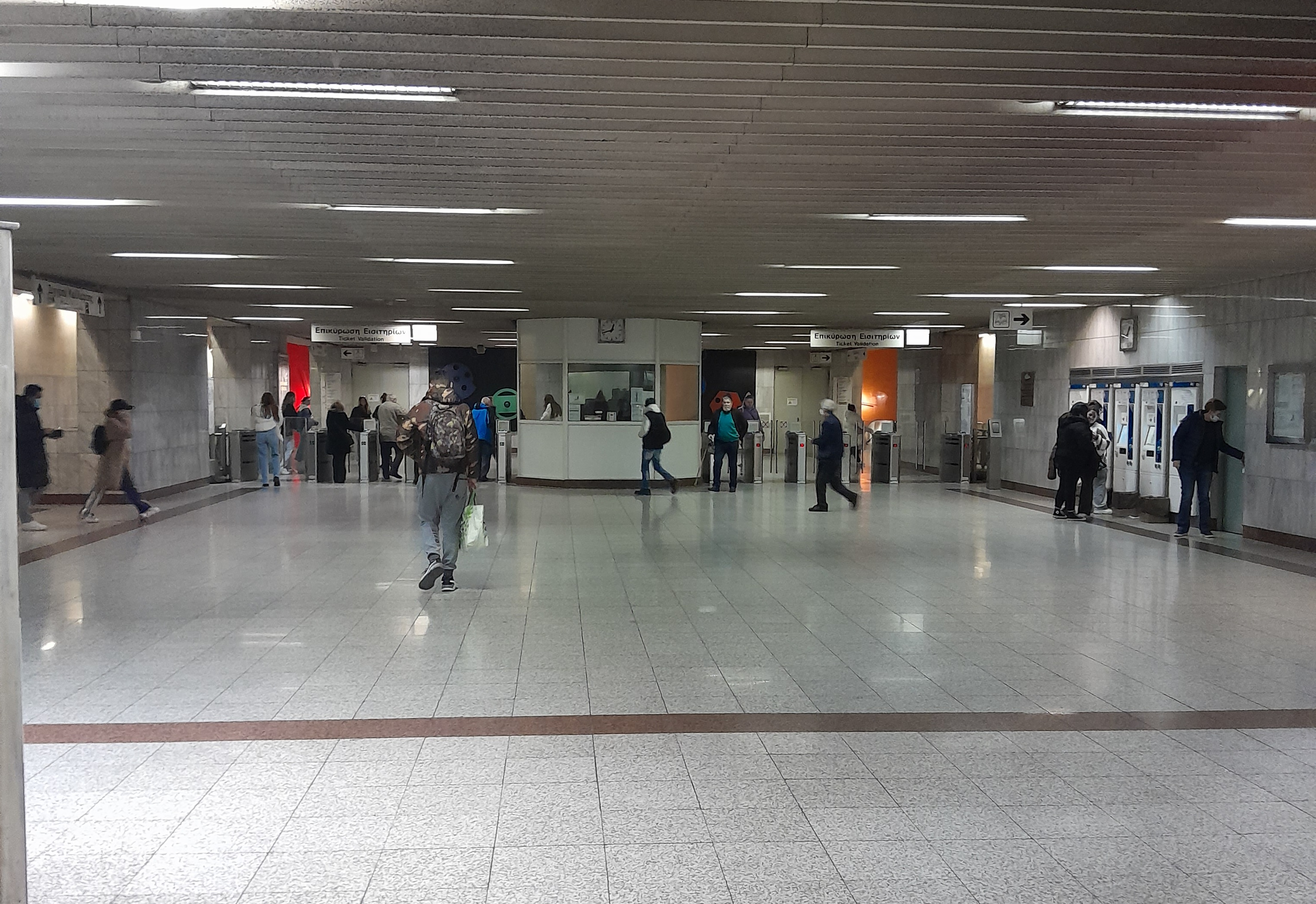
地下鉄2号線のコンコース